# Wartość średnia przebiegu czasowego
Wartość średnia przebiegu czasowego może być definiowana na dwa sposoby.

## Wartość średnia całookresowa

Definicja wartości średniej całookresowej

Wartość średnią, zwaną również wartością całookresową, wylicza się ze wzoru:
{\displaystyle W_{m}={\frac {1}{T}}\int \limits _{\ t_{0}}^{\ t_{0}+T}w(t)\ dt,}
gdzie:
{\displaystyle T} – okres przebiegu,
{\displaystyle t_{0}} – czas początkowy,
{\displaystyle w(t)} – wartości chwilowe przebiegu,
{\displaystyle t} – czas.
Wynik tego równania jest tożsamy ze składową stałą przebiegu. Z tego też powodu dla idealnego przebiegu sinusoidalnego wartością tej średniej będzie zero. W elektrotechnice jednym z najczęściej używanych przebiegów jest właśnie sinusoida, dlatego też wprowadzono do użycia zmodyfikowane równanie wartości średniej, w którym wartość średnią oblicza się z wartości bezwzględnej przebiegu:

## Wartość średnia półokresowa

Definicja wartości średniej półokresowej

Wartość średnią z wartości bezwzględnej, zwaną również wartością półokresową lub wartością średnią wyprostowaną, wyznacza się z następującego wzoru:
{\displaystyle W_{e}={\frac {1}{T}}\int \limits _{\ t_{0}}^{\ t_{0}+T}|w(t)|\ dt.}
Przymiotnik półokresowa jest używany z uwagi na uproszczony sposób obliczania takiej wartości. Na rysunku po prawej stronie widać, że powierzchnia ujemna (pod osią poziomą) jest równoważna powierzchni dodatniej (nad tą osią). Wartość bezwzględna (moduł) takiego przebiegu jest więc powtórzeniem dwóch połówek danego przebiegu. Dlatego też wartość średnia połowy okresu jest równoważna wartości średniej dla całego okresu. Można więc zapisać, że:
{\displaystyle W_{e}={\frac {2}{T}}\int \limits _{\ t_{0}}^{\ t_{0}+{\frac {T}{2}}}w(t)\ dt.}
Wartości średnie obliczone dla wartości bezwzględnej przebiegu i dla połowy okresu są matematycznie równoważne, przy założeniu, że dany przebieg nie posiada składowej stałej.
Wartość średnią półokresową stosuje się na przykład przy obliczaniu współczynnika kształtu przebiegu elektrycznego.